# Caroline Trentini

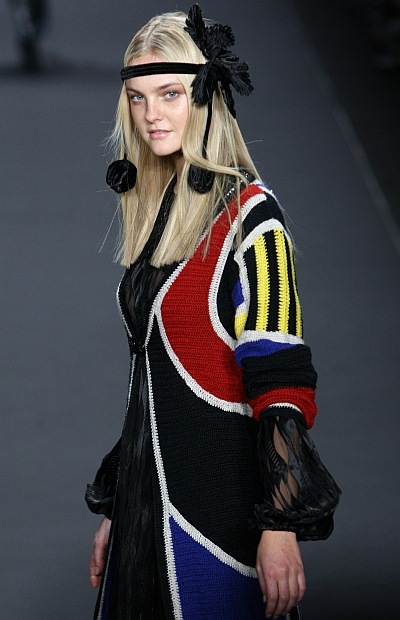
Caroline Trentini (2008)

Caroline Trentini (* 6. Juli 1987 in Panambi, Rio Grande do Sul) ist ein brasilianisches Model.

## Kindheit
Caroline Aparecida Trentini wurde als jüngste von drei Töchtern des Ehepaares Lourdes und Jacó Trentini in Panambi, Rio Grande do Sul, Brasilien geboren. Trentinis ältere Schwestern heißen Élen und Franciele. Nachdem ihr Vater gestorben war, als sie ein Jahr alt war, zog ihre Mutter sie und ihre zwei Schwestern alleinerziehend auf.

## Karriere
Als Trentini ungefähr 13 Jahre alt war, wurde sie auf der Straße von einem Modelagenten angesprochen, der bereits Gisele Bündchen entdeckt hatte. Kurze Zeit später zog Trentini nach São Paulo, wo ihre Karriere als Model begann. Nach nur einem Jahr, zog sie nach New York City, wo ihre internationale Modelkarriere ihren Start hatte. Trentini lernte schnell Englisch sprechen und schaffte ihren Durchbruch, als Marc Jacobs sie für eine seiner Werbekampagnen buchte. Es folgten Coverzierungen der Vogue, Elle und vielen anderen Magazinen.
Im Jahre 2007 war Trentini das Gesicht von den Luxusmarken Gucci, Oscar de la Renta, Dolce & Gabbana, Dsquared² und Mulberry. Im selben Jahr ernannte die Vogue sie, neben Jessica Stam, Doutzen Kroes, Sasha Pivovarova, Chanel Iman, Lily Donaldson, Raquel Zimmermann, Agyness Deyn, Hilary Rhoda und Coco Rocha zur neuen Gruppe der Supermodels.
In den Jahren 2005, 2006 und 2009 lief Trentini auf der Victoria’s Secret Modenschau.